# Leander Kaiser
Leander Kaiser (* 2. Juli 1947 in Innsbruck) ist ein österreichischer Maler.

## Leben
Leander Kaiser wuchs gemeinsam mit seinem Zwillingsbruder Konstantin Kaiser als Sohn der Innsbrucker Gemeinderätin Maria Kaiser und des Tiroler Landeparteisekretärs der SPÖ und ehemaligen „Revolutionären Sozialisten“ Ferdinand Kaiser in Innsbruck auf. Leander Kaiser zeigte früh bildnerische Begabung, ein erster Zyklus von Federzeichnungen zum Buch Hiob wurde bereits 1964 ausgestellt. Kaiser studierte zunächst in Wien an der Akademie der Bildenden Künste. Er überwarf sich jedoch mit seinem Lehrer und Mentor Max Weiler. Der Hinwendung zur Abstraktion setzte er 1967 eine Malerei entgegen, die vom Kubo-Futurismus der klassischen Moderne de Chirico und der Frührenaissance inspiriert war. In der Folge verließ Kaiser die Akademie und begann Soziologie und dann Philosophie zu studieren (Dissertation, abgeschlossen 1979, Zum Problem des Allgemeinmenschlichen in der Hegelschen Ästhetik). Von 1967 bis 1969 redigierte er unter dem starken Einfluss von Karl Kraus die Jugendzeitschrift frontal, die sich als Organ der in Wien relativ schwachen 68er-Bewegung verstand. Wegen eines polemischen Artikels über die katholische Kirche wurde er 1970 zu einer bedingten Gefängnisstrafe verurteilt. 1969 gründete er zusammen mit Robert Schindel, seinem Bruder Konstantin und anderen die „Gruppe Hundsblume“, die sich als eine politische, künstlerisch und theoretisch arbeitende Gemeinschaft in Opposition zum Aktionismus der Studentenbewegung verstand (Zeitschriften und Bucheditionen der „Hundsblume“ 1970–1972). Begegnung mit Elfriede Jelinek. Ende 1972 löst sich die Gruppe auf und Leander Kaiser engagiert sich wie die meisten anderen „Hundblümler“ in der marxistisch-leninistischen (maoistischen) Bewegung bis zu deren Zerfall 1979/80. Daneben Bibliothekar in den Volksbüchereien der Gemeinde Wien. Seit 1976 verbindet ihn eine Lebensgemeinschaft mit der Malerin Hildegard Stöger. 1981 nimmt er die im Großen und Ganzen seit 1972 unterbrochene künstlerische Tätigkeit wieder auf und wird 1984 freischaffender Künstler. 1983 Begegnung mit der Südtiroler Schriftstellerin Anita Pichler. Ab 1985 regelmäßige Ausstellungen in der Galerie Thomas Flora und später in der Galerie Maier in Innsbruck, ab 1990 in der Galerie Peithner-Lichtenfels und in der Galerie Lehner in Wien. 1986 Einzelausstellung in der Österreichischen Galerie Belvedere. Vorlesungen an der Akademie der Bildenden Künste in Wien und an der Universität Klagenfurt. Teilnahme an internationalen Symposien in Moskau, Wien und Innsbruck. Kuratorische und herausgeberische Tätigkeiten seit 2003.
Peter Weiermair über Leander Kaiser:
„Thomas Trummer, ein Autor, der sich intensiv mit Leander Kaisers Werk auseinandergesetzt hat, hat die Intention des Künstlers einmal so formuliert: ‚Die Suche nach dem Allgemeinen, in dem sich das Besondere spiegelt, nach einem Ort, der nicht fixierbar ist, und nach einer Zeit, die keine Dauer hat, sind Leitideen des Künstlers.‘“